# Dopamina beta-monoossigenasi
La dopamina beta-monoossigenasi, anche conosciuta come dopamina β-idrossilasi (DBH),  è un enzima appartenente alla classe delle ossidoreduttasi, che catalizza la trasformazione della dopamina in noradrenalina secondo la seguente reazione:
3,4-diidrossifenetilammina + ascorbato + O2 ⇄ noradrenalina + deidroascorbato + H2O
L'enzima è una proteina a rame, stimolata dal fumarato.